# Berliner Fußballmeisterschaft 1927/28
Die Berliner Fußballmeisterschaft 1927/28 war die siebzehnte unter dem Verband Brandenburgischer Ballspielvereine (VBB) ausgetragene Berliner Fußballmeisterschaft. Die Meisterschaft wurde in dieser Saison in zwei Gruppen zu mit zehn Mannschaften im Rundenturnier mit Hin- und Rückspiel ausgetragen. Die beiden Gruppensieger spielten dann im Finale um die Berliner Fußballmeisterschaft. Am Ende konnte Hertha BSC das Finale gegen den Berliner Tennis-Club Borussia gewinnen und wurde zum siebten Mal Berliner Fußballmeister. Mit diesem Sieg qualifizierte sich der Verein für die deutsche Fußballmeisterschaft 1927/28. Wie schon in den beiden Vorjahren erreichte Hertha BSC erneut das Finale um die deutsche Fußballmeisterschaft. Nach Siegen über die Vereinigten Breslauer Sportfreunde im Achtelfinale, Holstein Kiel im Viertelfinale, sowie den FC Wacker München im Halbfinale mussten sich die Herthaner in dem am 29. Juli 1928 stattfindenden Finale dem Hamburger SV mit 2:5 geschlagen geben.
Der Berliner Tennis-Club Borussia war als Berliner Vizemeister ebenfalls für die deutsche Fußballmeisterschaft qualifiziert. Nach einem 3:1-Sieg über Preussen Krefeld erreichte Tennis-Borussia das Viertelfinale, welches mit 1:4 gegen den FC Wacker München verloren ging.

## Gruppe A
| Pl. | Verein                | Sp. | S  | U | N  | Tore    | Quote | Punkte |
| --- | --------------------- | --- | -- | - | -- | ------- | ----- | ------ |
| 1.  | Hertha BSC (M) (P)    | 17  | 13 | 3 | 1  | 080:190 | 4,21  | 29:50  |
| 2.  | Spandauer SV          | 18  | 8  | 8 | 2  | 055:380 | 1,45  | 24:12  |
| 3.  | BTuFC Viktoria 1889   | 18  | 11 | 1 | 6  | 061:500 | 1,22  | 23:13  |
| 4.  | SV Norden-Nordwest    | 18  | 10 | 2 | 6  | 058:380 | 1,53  | 22:14  |
| 5.  | Berliner SV 1892      | 18  | 6  | 5 | 7  | 051:550 | 0,93  | 17:19  |
| 6.  | SC Wacker Tegel       | 18  | 8  | 0 | 10 | 055:550 | 1,00  | 16:20  |
| 7.  | BV 06 Luckenwalde (N) | 18  | 7  | 1 | 10 | 042:520 | 0,81  | 15:21  |
| 8.  | SC Tasmania Neukölln  | 18  | 6  | 2 | 10 | 039:580 | 0,67  | 14:22  |
| 9.  | BSC Corso 1899 (N)    | 18  | 5  | 3 | 10 | 033:600 | 0,55  | 13:23  |
| 10. | Blau-Weiß 90 Berlin A | 17  | 1  | 3 | 13 | 020:690 | 0,29  | 05:29  |

| (M) | Titelverteidiger          |
| (P) | Berliner Pokalsieger 1928 |
| (N) | Aufsteiger                |

## Gruppe B
| Pl. | Verein                        | Sp. | S  | U | N  | Tore    | Quote | Punkte |
| --- | ----------------------------- | --- | -- | - | -- | ------- | ----- | ------ |
| 1.  | Berliner Tennis-Club Borussia | 18  | 17 | 1 | 0  | 093:130 | 7,15  | 35:10  |
| 2.  | Minerva 93 Berlin             | 18  | 11 | 2 | 5  | 079:410 | 1,93  | 24:12  |
| 3.  | BFC Kickers 1900              | 18  | 10 | 2 | 6  | 062:430 | 1,44  | 22:14  |
| 4.  | BFC Preußen                   | 18  | 9  | 4 | 5  | 053:480 | 1,10  | 22:14  |
| 5.  | SC Union Oberschöneweide      | 18  | 7  | 2 | 9  | 040:330 | 1,21  | 16:20  |
| 6.  | 1. FC Neukölln                | 18  | 7  | 2 | 9  | 041:610 | 0,67  | 16:20  |
| 7.  | BFC Alemannia 90              | 18  | 6  | 3 | 9  | 041:540 | 0,76  | 15:21  |
| 8.  | Weißenseer FC (N)             | 18  | 6  | 2 | 10 | 033:550 | 0,60  | 14:22  |
| 9.  | Potsdamer Sport-Union         | 18  | 4  | 5 | 9  | 034:570 | 0,60  | 13:23  |
| 10. | Concordia Charlottenburg (N)  | 18  | 1  | 1 | 16 | 017:880 | 0,19  | 03:33  |

| (N) | Aufsteiger |

## Finale Berliner Fußballmeisterschaft
Das Hinspiel fand am 4. März 1928, das Rückspiel am 18. März 1928 und das Entscheidungsspiel am 15. April 1928 statt.
|                                                        | Gesamt |                                     | Hinspiel | Rückspiel | Entscheidung |
| ------------------------------------------------------ | ------ | ----------------------------------- | -------- | --------- | ------------ |
| Berliner Tennis-Club Borussia (Gruppensieger Gruppe B) | 4:8    | Hertha BSC (Gruppensieger Gruppe A) | 2:3      | 2:1       | 0:4          |